# 彭家桥
28°40′39.03″N 115°55′28.52″E / 28.6775083°N 115.9245889°E
彭家桥是南昌市的一组桥梁，中间的桥梁为二十世纪五十年代末建设的石拱桥，由于交通的需要在桥梁两边分别建设了共行人和非机动车使用的钢筋混凝土拱桥。
在地铁1号线下穿时候亦有打算对桥梁重建，在2023年检测的中幅石拱老桥出现底面错，2025年决定对中幅石拱老桥将原位拆除重建。
2025年6月10日南昌轨道交通集团有限公司公布青山湖区彭家桥改造工程招标信息。6月26日南昌市召开彭家桥改造项目新闻发布会确定7月1日开始对中幅石拱老桥将原位拆除重建
2025年8月7日南昌市青山湖区彭家桥改造工程环境影响报告表的拟批准公示

## 简介
彭家桥中幅老桥为一座东西走向的2×12m实腹式拱桥建于1952年，长32米，为两跨石拱桥，且两跨设有截污箱涵，桥墩距离地铁隧道最近4.7米。
两侧辅道桥通行非机动车道和人行道，为拓宽新桥，建于2007年
桥梁运营70余年有地铁盾构下穿、截污箱涵横穿等工程直接影响，而第2跨石拱衔接处底面错位达5厘米，为确保地铁运营安全故重建。
新建桥梁为全长39m，单跨33m。新建道路全长约80m（其中桥梁全长39m，两侧道路改造长度41m）.

## 文化
“彭家桥倒了壁”是南昌方言特有的一种说法，这是因为1956年创建的江西省精神病院就在附近的上坊路内，另一方面很多人把“神经病”和“精神病”混为一谈，而南昌话习惯用“神经病”来形容说话、做事不符合常理的人，因此“彭家桥倒了壁”以及“彭家桥倒了墙”等类似话的含义就是“彭家桥的精神病院的墙倒了”也就是形容某人是“神经病”。
另外由于顺外立交的北京东路引桥将设在彭家桥上而大部分当地人不知道立交桥的真名从而导致用彭家桥来指代该立交，从而引伸出彭家桥立交桥这一说法。

## 周边
地铁彭家桥站、地铁师大南路站、江西省心里康复中心、彭桥村、江西广播电视中心、江西电视台

## 相关
- 彭家桥街道